# Ібн Туфайл
Ібн Туфайл (Guadix, Purchena або Tíjola, бл. 1105 або 1110 — Марракеш, 1185) — лікар, філософ, математик і поет, наставник Аверроеса. Брав участь у культурному, політичному та релігійному житті двору Альмохадів у Гранаді. В основі його філософських ідей лежить проблема єднання людського розуміння з Богом.

## Біографія
Ібн Туфайл народився на зламі XII століття на південному сході Піренейського півострова, за деякими авторами в Гуадіксі (теперішня провінція Гранада), а за іншими — у Пурчена або Тійола (теперішня провінція Альмерія).
Він вивчав ісламське право та медицину. Було написано, що він був учнем Авемпейса, але сам Ібн Туфайл заперечував це в одній зі своїх праць. Після приєднання до імперії Альмохадів він був секретарем губернаторів Альмохадів Гранади, а потім Сеути і Танжера.
Ібн Туфайл слідував за двором султана через різні його столиці, проводячи багато часу в Севільї. У 1186 помер у Марракеші через чотири роки.
Його філософія, як і майже весь ісламський світ, починається з платонізму, адаптується до ісламського містицизму і поєднує істини, відкриті релігією, з філософськими спекуляціями.
Серед багатьох інших творів «Виклик Кафзі в Африці» та філософський роман «Рісала Хайі ібн Якзан фі асрар аль-хікма аль-машрікійя». Останній є відомою алегоричною розповіддю, яка стає притчею про містичне сходження та шляхи, якими досягається Істина.

### Філософ-самоучка
Ібн Туфайл подає концепцію «самотнього» у форму філософського роману, втілюючи її в особі Хайі ібн Якзана, молодого чоловіка, який народився та виріс абсолютно самотнім на безлюдному острові. Дитина, з силою свого розуму та інтелекту, підіймається від емпіричних до наукових знань.
Хай ібн Якзан вступає в контакт з відвідувачем, на ім'я Абсал, який їде на острів, щоб також присвятити себе спогляданню. Обидва розуміють, що шукають те саме, але різними шляхами. Цим Ібн Туфайл демонструє, що істина, відкрита релігією, і філософська істина однакові. Обидва містики намагаються проповідувати на рідному острові Абсала, але губернатор Саламан і його люди чіпляються за поверхневу зовнішню релігію. Цю роботу високо оцінює іспаніст Карл Фосслер у «Деяких персонажах іспанської культури».

## Вплив
Роман Ібн Туфайла є другим за кількістю перекладів арабським літературним твором після лише «Тисячі й однієї ночі». Протягом пізнього середньовіччя по всій Європі поширювалася версія на івриті, перекладена латинською мовою у Флоренції за ініціативою Піко де ла Мірандола. У 1671 році в Лондоні був опублікований латинський переклад з арабського рукопису під назвою Філософ-самоучка. Нові переклади праці Ібн Туфайла з'явилися в наступні століття: англійською мовою в 1708 році, німецькою мовою в 1726 і 1783 роках, французькою мовою в 1900 році, іспанською мовою в 1900 році.
Вважається, філософія Ібн Туфайла та деякі аспекти сюжету його роману могли вплинути на твори:
- Критик Бальтасара Грасіана
- Трилогія «Робінзон Крузо» Даніеля Дефо
- Вольтер Задіг

### Фонд Ібн Туфайла
У 2003 році був створений Фонд арабських досліджень Ібн Туфайла, «головною метою якого є сприяння та поширення досліджень і знань про мову, літературу та історію арабського світу».